# Heteropalpia nigrapex
Heteropalpia nigrapex là một loài bướm đêm trong họ Erebidae.